# Сироткин, Дмитрий Михайлович
Дмитрий Михайлович Сироткин (15 ноября 1928 — 11 февраля 2018) — советский хозяйственный, государственный и политический деятель, Герой Социалистического Труда.

## Биография
Родился в 1928 году в деревне Хвойное. Член КПСС.
С 1948 года — на хозяйственной, общественной и политической работе. В 1948—1995 гг. — в Советской Армии, кондуктор на железной дороге, тракторист-машинист Ветлужско-Унженского механизированного лесхоза Министерства лесного хозяйства РСФСР.
Указом Президиума Верховного Совета СССР от 13 августа 1986 года присвоено звание Героя Социалистического Труда с вручением ордена Ленина и золотой медали «Серп и Молот».
За повышение эффективности изысканий и использования природных ресурсов в составе коллектива был удостоен Государственной премии СССР за выдающиеся достижения в труде 1979 года.
Умер в посёлке Сухобезводное в 2018 году.